# Mattia Negrente
Mattia Negrente (28 mei 2005) is een Italiaans wielrenner.

## Carrière
Als tweedejaars junior won Negrente de Ronde van de Lente. Later dat jaar won hij onder meer een etappe in de Medzinárodné dni cyklistiky Dubnica nad Váhom en de Trofeo Buffoni, een Italiaanse eendagskoers. Op het Europese kampioenschap reed hij de wegwedstrijd voor junioren niet uit.
In 2024 maakte Negrente als belofterenner de overstap naar de opleidingsploeg van Astana Qazaqstan. Begin maart werd hij, achter André Drege, tweede in de openingsrit van Griekse tweedaagse Visit South Aegean Islands. In het eindklassement werd hij derde. Daarmee was hij wel de beste jongere. Later die maand nam hij deel aan een reeks Sloveense eendagskoersen. In de GP Brda-Collio, die deels in Italië werd verreden, sprintte hij naar de zevende plek. Twee dagen later won hij de GP Goriška & Vipava Valley, na een millimetersprint met Lorenzo Conforti.

## Overwinningen
2023
Ronde van de Lente
3e etappe Medzinárodné dni cyklistiky Dubnica nad Váhom
Trofeo Buffoni
2024
Jongerenklassement Visit South Aegean Islands
GP Goriška & Vipava Valley
2025
1e etappe Visit South Aegean Islands

## Ploegen
- 2024 –  Astana Qazaqstan Development Team
- 2025 –  XDS Astana Development Team